# Campionato Carioca 2023
Il Campionato Carioca 2023 è stata la 125ª edizione del Campionato Carioca. Questa edizione è simile al formato dell edizione precedente a causa del cambiamento dei criteri di classificazione pubblicati dalla CBF, per la Coppa del Brasile 2024, è stato concordato che i posti nel Campionato Carioca sarebbero stati distribuiti come segue: i quattro migliori della Taça Guanabara e il campione della Taça Rio.

## Squadre partecipanti
| Squadra       | Allenatore        |
| ------------- | ----------------- |
| Audax Rio     | Caio Couto        |
| Bangu         | Felipe Loureiro   |
| Boavista-RJ   | Leandrão          |
| Botafogo      | Luís Castro       |
| Flamengo      | Vítor Pereira     |
| Fluminense    | Fernando Diniz    |
| Madureira     | Denis Alves       |
| Nova Iguaçu   | Carlos Vitor      |
| Portuguesa-RJ | Felipe Surian     |
| Resende       | Sandro Sargentim  |
| Vasco da Gama | Maurício Barbieri |
| Volta Redonda | Rogério Corrêa    |

## Taça Guanabara
|  | Pos. | Squadra       | Pt | G  | V | N | P | GF | GS | DR  |
|  | ---- | ------------- | -- | -- | - | - | - | -- | -- | --- |
|  | 1    | Fluminense    | 25 | 11 | 8 | 1 | 2 | 20 | 4  | +16 |
|  | 2    | Vasco da Gama | 23 | 11 | 7 | 2 | 2 | 20 | 6  | +14 |
|  | 3    | Flamengo      | 23 | 11 | 7 | 2 | 2 | 19 | 6  | +13 |
|  | 4    | Volta Redonda | 20 | 11 | 6 | 2 | 3 | 27 | 15 | +12 |
|  | 5    | Botafogo      | 19 | 11 | 6 | 1 | 4 | 13 | 6  | +7  |
|  | 6    | Audax Rio     | 16 | 11 | 4 | 4 | 3 | 14 | 13 | +1  |
|  | 7    | Nova Iguaçu   | 13 | 11 | 3 | 4 | 4 | 8  | 11 | -3  |
|  | 8    | Portuguesa-RJ | 13 | 11 | 3 | 4 | 4 | 9  | 14 | -5  |
|  | 9    | Bangu         | 12 | 11 | 3 | 3 | 5 | 6  | 17 | -11 |
|  | 10   | Madureira     | 9  | 11 | 2 | 3 | 6 | 5  | 18 | -13 |
|  | 11   | Boavista-RJ   | 6  | 11 | 1 | 3 | 7 | 11 | 23 | -12 |
|  | 12   | Resende       | 4  | 11 | 1 | 1 | 9 | 3  | 22 | -19 |

Legenda:
     Vincitore del Taça Guanabara 2023 e qualificato per la Fase Finale e la Coppa del Brasile 2024
     Qualificato per la Fase Finale e la Coppa del Brasile 2024
     Ammessa alla Taça Rio
     Retrocesse in Série A2 2023
Note:
Tre punti a vittoria, uno a pareggio, zero a sconfitta.
|               | AUD  | BAN  | BOA  | BOT  | FLA  | FLU  | MAD  | NOV  | POR  | RES  | VAS  | VRE  |
| ------------- | ---- | ---- | ---- | ---- | ---- | ---- | ---- | ---- | ---- | ---- | ---- | ---- |
| Audax Rio     | –––– | 0-0  | 3-2  | –––– | –––– | –––– | 3-1  | 1-1  | –––– | –––– | 1-1  | –––– |
| Bangu         | –––– | –––– | –––– | –––– | 1-1  | 0-5  | 1-0  | –––– | –––– | 1-0  | –––– | 0-4  |
| Boavista      | –––– | 2-2  | –––– | 0-4  | –––– | –––– | 0-2  | 1-0  | –––– | –––– | –––– | 3-3  |
| Botafogo      | 0-1  | 2-0  | –––– | –––– | 0-1  | –––– | 2-0  | 0-0  | 0-1  | –––– | –––– | –––– |
| Flamengo      | 1-0  | –––– | 1-0  | –––– | –––– | 1-2  | –––– | 5-0  | 4-1  | –––– | 0-1  | –––– |
| Fluminense    | 3-0  | –––– | 1-1  | 0-1  | –––– | –––– | –––– | 1-0  | 3-0  | –––– | 2-0  | –––– |
| Madureira     | –––– | –––– | –––– | –––– | 0-0  | 0-1  | –––– | –––– | 1-1  | 1-0  | –––– | 0-6  |
| Nova Iguaçu   | –––– | 1-0  | –––– | –––– | –––– | –––– | 4-0  | –––– | 1-1  | 1-0  | 0-2  | 0-0  |
| Portuguesa    | 1-1  | 0-1  | 1-0  | –––– | –––– | –––– | –––– | –––– | –––– | –––– | 0-2  | 3-1  |
| Resende       | 0-2  | –––– | 2-1  | 0-2  | 0-2  | 0-2  | –––– | –––– | 0-0  | –––– | –––– | –––– |
| Vasco da Gama | –––– | 2-0  | 4-1  | 2-0  | –––– | –––– | 0-0  | –––– | –––– | 5-0  | –––– | 1-2  |
| Volta Redonda | 3-2  | –––– | –––– | 1-2  | 1-3  | 1-0  | –––– | –––– | –––– | 5-1  | –––– | –––– |

## Taça Rio
|  | Semifinali    | Semifinali    | Semifinali | Semifinali | Semifinali |  |  | Finale       | Finale       | Finale | Finale | Finale |  |
|  |               |               |            |            |            |  |  |              |              |        |        |        |  |
|  | Botafogo      | Botafogo      | 0          | 3          | 3          |  |  |              |              |        |        |        |  |
|  | Portuguesa-RJ | Portuguesa-RJ | 0          | 1          | 1          |  |  | Botafogo (#) | Botafogo (#) | 2      | 5      | 7      |  |
|  | Audax Rio     | Audax Rio     | 1          | 1          | 2          |  |  | Audax Rio    | Audax Rio    | 1      | 2      | 3      |  |
|  | Nova Iguaçu   | Nova Iguaçu   | 1          | 0          | 1          |  |  |              |              |        |        |        |  |

Legenda:
(#) Vincitore del Taça Rio 2023 e qualificato per la Coppa del Brasile 2024

## Fase Finale
|  | Semifinali    | Semifinali    | Semifinali | Semifinali | Semifinali |  |  | Finale     | Finale     | Finale | Finale | Finale |  |
|  |               |               |            |            |            |  |  |            |            |        |        |        |  |
|  | Fluminense    | Fluminense    | 1          | 7          | 8          |  |  |            |            |        |        |        |  |
|  | Volta Redonda | Volta Redonda | 2          | 0          | 2          |  |  | Fluminense | Fluminense | 0      | 4      | 4      |  |
|  | Vasco da Gama | Vasco da Gama | 2          | 1          | 3          |  |  | Flamengo   | Flamengo   | 2      | 1      | 3      |  |
|  | Flamengo      | Flamengo      | 3          | 3          | 6          |  |  |            |            |        |        |        |  |